# Ủy ban cứu Người vượt biển
Ủy ban Cứu người Vượt biển hay Ủy ban Cứu trợ Thuyền nhân, tên chính thức tiếng Anh là Boat People SOS (viết tắt là BPSOS), là một tổ chức phi chính phủ và phi lợi nhuận của những người Mỹ gốc Việt có lĩnh vực hoạt động về dân sự và chính trị, được thành lập vào năm 1980. Ủy ban Cứu người Vượt biển hiện có trụ sở chính tại Falls Church, Virginia và do Tiến sĩ Nguyễn Đình Thắng làm chủ tịch kiêm Giám đốc điều hành. Tổ chức này là một trong bốn thành viên của Liên minh Bài trừ Nô lệ mới ở châu Á (CAMSA). Ngoài ra thì dân biểu người Việt đầu tiên của Quốc hội Hoa Kỳ là Cao Quang Ánh cũng là thành viên của ủy ban này. Mặc dù được tuyên dương trong cộng đồng người Việt hải ngoại và chính phủ tại một số nơi tổ chức hoạt động, tổ chức này bị báo giới và nhà nước Việt Nam chỉ trích mạnh mẽ và coi đây là một "tổ chức phản động lưu vong" và là một tổ chức chống cộng.

## Thành lập và hoạt động

### Thành lập

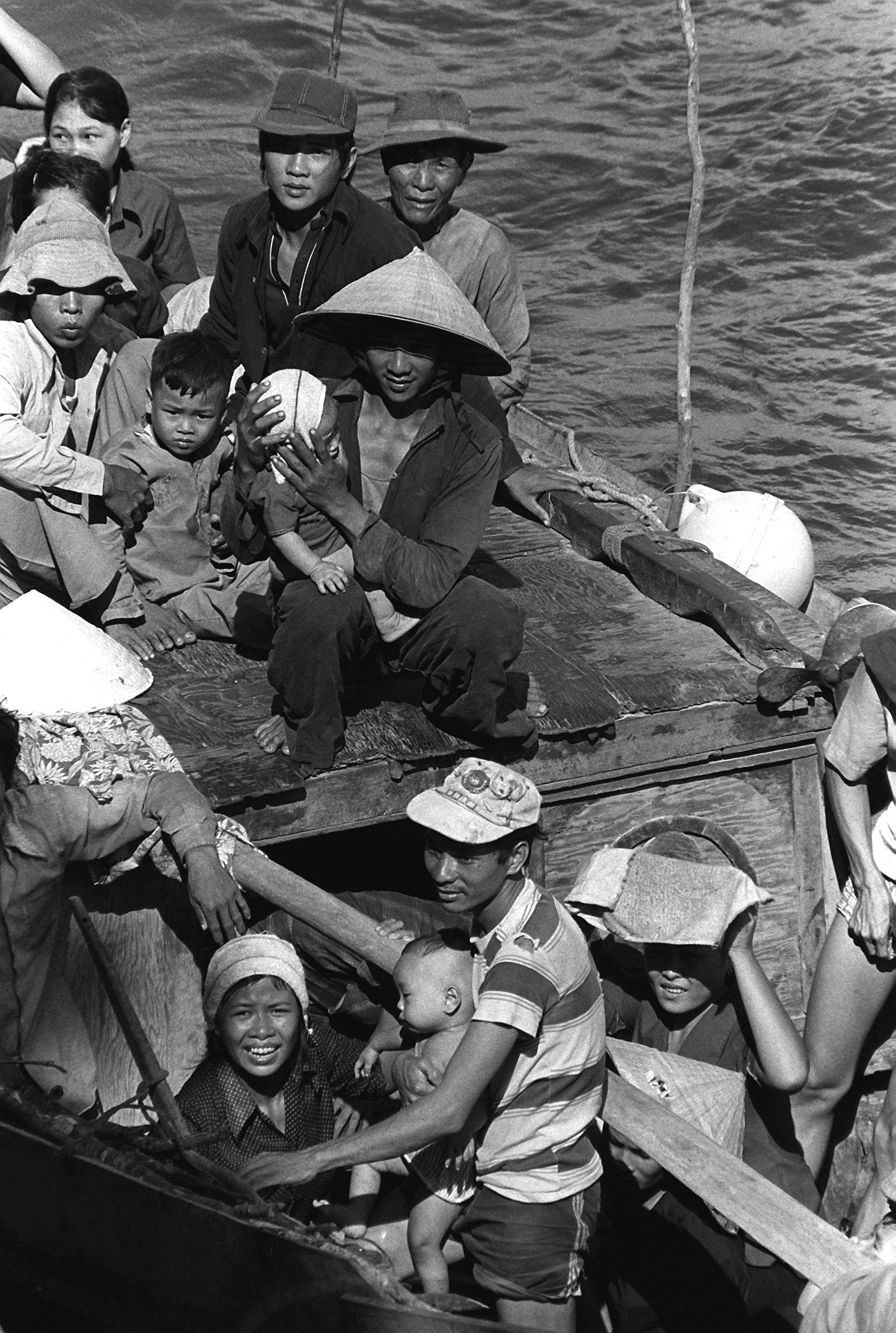
Thuyền nhân Việt Nam khi được cứu vớt ngoài biển.

Ủy ban Cứu người Vượt biển, đầu tiên tên là Ủy ban Cứu nguy Thuyền nhân vượt biển được Tiến sĩ Nguyễn Hữu Xương (Chủ tịch) và nhà văn Phan Lạc Tiếp (Giám đốc điều hành), cùng nhiều nhân vật uy tín tại địa phương, chính thức thành lập ngày 27 tháng 2 năm 1980 đồng thời ở San Diego, California, Hoa Kỳ và Trại Songkla, Thái Lan. Lúc đó là khi làn sóng người tị nạn Việt Nam lên cao nhất, tệ nạn hải tặc cũng bi thảm nhất nên bước đầu, ủy ban hoạt động tìm cách báo động về thảm trạng thuyền nhân, phổ biến ra các diễn đàn thông tin quốc tế. Trong những sự việc nổi tiếng có vụ Ủy ban báo động và can thiệp giúp 157 thuyền nhân được vào Mỹ nhanh chóng, sau khi bị hải tặc giam cầm và hành hạ tại đảo Kra (KoKra), ngoài khơi Thái Lan, trong đó có các nhà văn Nhật Tiến, nhà báo Dương Phục, Vũ Thanh Thủy là nạn nhân và nhân chứng. Cũng như giúp 700 trẻ nhỏ bơ vơ không bị Thái Lan trả về Việt Nam, mà được các hội từ thiện quốc tế tiếp nhận và đi định cư.
Từ năm 1985, Ủy ban đã hợp tác với các tàu Jean Charcot (1985), Cap Anamur (1986), Rose Schiaffino (1987), Mary Kingstown (1988 và 1989) trực tiếp thực hiện nhiệm vụ cứu hộ, cứu nạn trên biển tự nguyện và đã giải cứu nhiều thuyền nhân bị mắc kẹt trong vùng Biển Đông khi họ tháo chạy khỏi Việt Nam. Khi cướp biển tấn công các thuyền nhân Việt Nam trong vùng biển của Thái Lan và Malaysia, tổ chức này tiếp tục hợp tác với Hải quân Pháp, Hải quân Hoàng gia Thái Lan cũng như Chương trình Vớt Người trên biển (Rescue at Sea) của Cao ủy Tị nạn Liên Hợp Quốc để chống cướp biển và đưa những người tị nạn đến nơi an toàn, cũng như giúp định cư họ. Ủy ban này cũng đã giúp đỡ những thuyền nhân Việt Nam gặp bế tắc khi trại tị nạn Hồng Kông đóng cửa năm 1988. Sau đó, ủy ban tạm ngưng hoạt động một thời gian.
Vào thập niên 1990, khi nhiều người Việt Nam rời bỏ quê hương vẫn còn chịu cảnh sống cơ cực như tù nhân trong các trại tị nạn ở một số nước như Philippines, Indonesia, Malaysia,... chi nhánh Ủy ban tại Washington DC với Nguyễn Đình Thắng đã phát triển thành Ủy ban Cứu người Vượt biển, hay còn gọi là Ủy ban Cứu trợ Thuyền nhân, đến các trại tị nạn của người Việt để can thiệp cho họ định cư ở nước thứ ba. Ủy ban mới này chính thức hoạt động lại từ ngày 1 tháng 10 năm 1990, đầu tiên là gửi các phái đoàn luật sư và các đoàn thiện nguyện đến các trại tị nạn tại Đông Nam Á để trợ giúp và can thiệp từng hồ sơ một để người vượt biển không bị trục xuất mà giành lại quyền tị nạn và được đi định cư. Từ năm 1997, Ủy ban chuyển hướng, tập trung vào việc xây dựng các cộng đồng người Việt tại Mỹ.

### Một số hoạt động
Trong giai đoạn đầu mới thành lập, từ năm 1985 đến năm 1989, qua 5 chiến dịch Vớt Người Biển Đông, Ủy ban Báo nguy giúp Người vượt biển đã liên kết với những tổ chức nhân đạo thế giới, trực tiếp cứu vớt và lo định cư tất cả 3.103 thuyền nhân và can thiệp cho hàng ngàn người khác được đi định cư nhanh chóng tại nước thứ ba.
Đến năm 1997, khi phong trào thuyền nhân lắng dịu, Ủy ban Cứu người Vượt biển bắt đầu chuyển trọng tâm hoạt động tập trung tại nội địa Hoa Kỳ, với mục tiêu chính là giúp người gốc Việt hội nhập và "phát triển nội lực và vị thế cho cộng đồng Việt Nam ở Mỹ, và tranh đấu cho người Việt bị đàn áp, bóc lột, bị buôn bán ra nước ngoài" như trường hợp của các cô dâu Việt tại Đài Loan hoặc những công nhân xuất khẩu lao động ở Malaysia hay Trung Đông, và "bảo vệ quyền tị nạn chính trị cho những người Việt sang Thái Lan lánh nạn" và chống nạn buôn người.
Theo ông Nguyễn Đình Thắng - Chủ tịch điều hành của chính tổ chức này ước tính rằng "các văn phòng của BPSOS khắp nơi phục vụ cho khoảng 10 ngàn người, phần lớn là người Việt, và giúp định cư trên 18 ngàn đồng bào thuyền nhân sau khi họ bị hồi hương về lại Việt Nam" và cũng theo ông này cho biết trong vòng 2 năm, kể từ khi triển khai chương trình chống nạn buôn người, tổ chức này đã can thiệp cho trên 3 nghìn đồng bào, và đem về cho các công nhân số tiền bồi thường tổng cộng lên tới 1 triệu Mỹ kim.
Vào năm 2005, Ủy ban này đã góp sức trong công cuộc cứu trợ nạn nhân trận bão Katrina, là một trong những tổ chức tham gia vào việc cứu trợ từ rất sớm, Ủy ban Cứu người Vượt biển đã được cấp một ngân khoản 4 triệu 500 ngàn đô la để tiếp tục những hoạt động cứu trợ. Cũng theo Nguyễn Đình Thắng thì trong dịp này, BPSOS "đã điều động nhân tài-vật lực đến Vùng vịnh Tampa, Houston, để hỗ trợ cho chừng 4 ngàn gia đình người Việt lánh nạn bão lụt".
Năm 2010, tổ chức này cũng góp phần trong vụ giải cứu 8 cô gái Việt ở Malaysia. Năm 2011, Ủy ban này có bản phúc trình về dân chủ, nhân quyền tại Việt Nam tại cuộc đối thoại thường niên Việt - Mỹ về nhân quyền diễn ra tại Hà Nội. Ngoài ra, Ủy ban còn phát hành tờ báo hàng tháng Mạch Sống/Life Stream và điều hành các chương trình phát thanh, truyền hình trên Saigon Houston Radio, Little Saigon Radio, TNT,...
Đến nay, từ một tổ chức thiện nguyện nhỏ bé phát triển thành một tổ chức cộng đồng quốc gia khá lớn, với hơn 140 nhân viên toàn thời gian, hoạt động tại 18 địa điểm trên khắp nước Mỹ cùng với 4 văn phòng tại Châu Á, gồm hai cơ sở ở Malaysia, một ở Thái Lan, và một ở Đài Loan. Sứ mạng của BPSOS tiến triển theo nhu cầu của đồng hương nhằm giúp cộng đồng hội nhập và đối phó với hậu quả của cuộc cải tổ trợ cấp và di dân, qua các chương trình từ hướng dẫn nhập tịch đến phát triển kinh tế, từ trợ giúp pháp lý, sức khỏe đến dịch vụ cho người cao niên.
Với một số kết quả đã đạt được, một số báo giới hải ngoại thì cho rằng Ủy ban Cứu người Vượt biển là một tổ chức thiện nguyện của người Việt tại Hoa Kỳ và Ủy ban Cứu người Vượt biển đã góp tiếng kêu cứu (SOS) cho nhân quyền, và những hoạt động của tổ chức này trong thời gian qua là đáng khích lệ.

### Chỉ trích từ Việt Nam
Tuy vậy, ở Việt Nam, vẫn có nhiều quan điểm phản ứng gay gắt với việc thành lập và hoạt động của Ủy ban Cứu người Vượt biển. Báo giới trong nước Việt Nam quy kết rằng thực chất việc thành lập tổ chức này là "lừa đảo những thuyền nhân để kiếm tiền và trong nhiều năm, lợi dụng chiêu bài cứu trợ, giúp đỡ người vượt biên, Nguyễn Đình Thắng đã thực hiện các vụ lừa đảo bằng thủ đoạn quyên góp tiền của cộng đồng người Việt ở hải ngoại, đặc biệt là ở Mỹ để sử dụng vào mục đích cá nhân". Một số báo giới trong nước cho rằng BPSOS là "một tổ chức phản động chuyên lợi dụng chiêu bài "chống Cộng" - thực chất là chống Việt Nam - ở hải ngoại, để kiếm những đồng đôla bẩn thỉu và cũng là con rối trong tay các thế lực ngoại bang giật dây dựng làm "ngọn cờ" chuyên lợi dụng chiêu bài "dân chủ, nhân quyền" chống Việt Nam". Báo Công an Nhân dân nhận định rằng: "mục đích không ngoài việc kích động người dân trong nước bỏ đi càng nhiều càng tốt, để Thắng cùng đám tay chân có cớ lu loa rằng, ở Việt Nam không có tự do, nhân quyền, cũng như lợi dụng hai chữ "cứu người", để vận động quyên góp tiền bạc trong cộng đồng người Việt".
Văn phòng Kinh tế và Văn hóa của chính phủ Việt Nam ở Đài Loan cho rằng BPSOS thực ra "kể từ khi thành lập, tổ chức này đã lạm dụng chiêu bài nhân quyền để trục lợi cho họ và trợ giúp cho nhiều người Việt Nam di cư bất hợp pháp sang Hoa Kỳ và thậm chí để những người này tham gia vào các hành động chống lại Việt Nam, vi phạm công ước quốc tế về nhân quyền và làm phương hại chính sách xuất khẩu lao động của Việt Nam".

## Thành tích và phản ứng
Vào tháng 12 năm 2011, tổ chức Quỹ Đài Loan vì dân chủ (Taiwan Foundation for Democracy) đã công bố trao Giải dân chủ và nhân quyền Á châu 2011 cho Ủy ban Cứu người Vượt biển vì thành tích trợ giúp những người tỵ nạn tái định cư trên toàn thế giới và vì tổ chức này đã dấn thân vào Công tác cứu người vượt biển, và đẩy mạnh Công tác phòng, chống buôn người.
Sự kiện này đã bị phía Việt Nam phản ứng quyết liệt. Cơ quan đại diện của Việt Nam tại Đài Loan đã phản đối và gọi là "hành động sai trái", đối với việc Tổng thống Mã Anh Cửu trao giải đồng thời chỉ trích cả đơn vị trao giải và tổ chức được nhận giải. Ở trong nước, báo Công an Thành phố Hồ Chí Minh có bài nhận định rằng trò "Trao giải dân chủ và nhân quyền ở Á châu 2011 cho Nguyễn Đình Thắng là không ngoài ý đồ hậu thuẫn cho các hoạt động chống Việt Nam của Hội Đài Loan vì dân chủ", một số khác nhận định việc ""đề cử" và chọn trao "giải dân chủ và nhân quyền Á châu 2011" cho Nguyễn Đình Thắng và tổ chức BPSOS người ta dễ dàng lật tẩy ý đồ thật sự của người cầm đầu "Quỹ Đài Loan vì dân chủ" và có quyền cho rằng, "Quỹ Đài Loan vì dân chủ" kia chẳng qua cũng chỉ là cánh tay nối dài chuyên ăn "dân chủ" nói theo "gu", "bài" nhân quyền của Mỹ và phương Tây".
Trong khi đó phía Đài Loan cho rằng giải thưởng của Quỹ Dân chủ dành cho Ủy ban Cứu người Vượt biển ở Hoa Kỳ không thể hiện ý định xấu đối với Việt Nam và việc trao giải này đã được thẩm định kỹ càng danh sách những ứng viên của giải này. Quỹ trao giải cho biết đã được thông báo về các cáo buộc lừa đảo đối với BPSOS trong quá trình lựa chọn, và đã tiến hành điều tra nhưng không có bằng cớ để chứng minh. Một số trang tin của Đài Loan cũng nhận định rằng đây là "một giải nhân quyền gây ra sóng gió" (trong quan hệ giữa Việt Nam và Đài Loan).